# Église Saint-Jean-Baptiste de Villers-Bretonneux
Pour les articles homonymes, voir Église Saint-Jean-Baptiste.
L'église Saint-Jean-Baptiste de Villers-Bretonneux est située à Villers-Bretonneux, dans le département de la Somme, à une vingtaine de kilomètres à l'est d'Amiens.

## Historique
L'existence d'une église dans la commune est attestée depuis le Moyen Âge, en 1219. Elle était située à l'emplacement du monument aux morts actuel. Elle fut remaniée en style gothique flamboyant où se remarquaient des éléments de style Renaissance, au XVIe siècle.
L'église actuelle remplace un édifice précédent construit de 1844 à 1859 pour répondre à l'accroissement de la population liée au développement économique de la commune. L'architecture extérieure de cette église d'inspirant de celle de l'abbatiale Saint-Pierre de Corbie  et de l'église Sainte-Anne d'Amiens était de style néogothique,,. Elle abritait une Vierge en bois de l'école de Blasset.
Cette église fut détruite en 1918 lors de la bataille de Villers-Bretonneux ,,,.
Sa construction, dirigée par l'architecte Albert Guilbert, s'échelonna de 1927 à 1931. La tour-clocher porte la date de 1929 qui indique celle du baptême des cloches.
En 1940, au cours de la Seconde Guerre mondiale, un obus traversa le chœur et la charpente métallique du clocher fut vrillée. Après la guerre, les travaux de restauration modifièrent l'aménagement du chœur et des fonts baptismaux sur les plans de l’architecte Gérard Ansart. L’église fut rouverte au culte en 1950.
En 1998, des travaux de restauration de l'église furent entrepris, le revêtement intérieur des murs fut refait.

## Caractéristiques

### Extérieur
L'église Saint-Jean-Baptiste est construite en brique selon un plan basilical traditionnel avec une nef de cinq travées avec bas-côtés et un chœur à chevet polygonal mais sans transept. Elle est de style Art déco. La nef est précédée d'un clocher-porche surmonté d'une toiture en forme de dôme se terminant par une flèche recouverte d'ardoises.
Dans le clocher, sont suspendues depuis 1929 quatre cloches : Jeanne-Marie qui pèse 500 kg, Pauline-Eugénie pèse 750 kg, Françoise-Félicité pèse 900 kg et Marie-Louise d'un poids de 1 200 kg.

### Intérieur
Au dessus de l'autel latéral ouest, se trouve une statue de la Vierge à l'Enfant, en bois bruni, du XVIIe siècle, attribuée à Nicolas Blasset, inscrite monument historique au titre d'objet.
Au dessus de l'autel latéral Est, une statue en bois représente saint Jean-Baptiste bénissant.
Le mobilier de l'église est de style Art déco, maître-autel, confessionnaux, bancs et fonts baptismaux... la chaire fut dessinée par l'architecte Godefroy Teisseire et réalisée par les ateliers Veuve André et fils, d'Amiens.

#### Vitraux
Les verrières des deux bas-côtés sont garnies de vitraux représentant des scènes de la vie du Christ : la Nativité, la Présentation de Jésus au Temple, l'Éducation de Jésus par Marie et Joseph, un Ecce Homo, la Crucifixion, la Résurrection. Une verrière représente l'Assomption de la Vierge Marie, deux autres représentent : Jean-Baptiste annonçant la venue du Messie et la Décollation de saint Jean-Baptiste. Une verrière représente saint Louis rendant la justice. Ces vitraux ont été réalisés par le maître verrier amiénois, Georges Tembouret. Les verrières du chœur, détruites par un obus en 1940, ont été remplacées après la Seconde Guerre mondiale.

#### Orgue
L'orgue a été installé en 1932 une plaque indique comme constructeur « Mutin-Cavaillé-Coll ». Il a été restauré en 1958 par  Max Joseph Roethinger. Il possède deux claviers de 61 notes et un pédalier de 32 marches, 19 jeux et 23 registres. Les tuyaux sont en zinc et en spotted (alliage d'étain et de plomb).

#### Fresque
À l'intérieur, les murs du chœur sont décorés par une fresque de Sophie Roquejeoffre, réalisée en 1998. La fresque se répartit de part et d'autre de la statue en bois du Christ en croix. En haut, des anges occupent la voûte céleste. Sous l'ange musicien, on reconnait l'église et la ville de Villers-Bretonneux. En dessous, sous une arcade Jean-Baptiste baptise Jésus. Au pied de la croix, se trouvent la Vierge Marie et sainte Véronique. Tout en bas des enfants agenouillés symbolisent l'espoir. De l'autre côté de la croix, on voit saint Jean l'Évangéliste, et plus loin la scène de la Nativité. Au dessus, des scènes évoquent la vie des Picards : le village, les paysans, les fermes, les champs...

## Photos

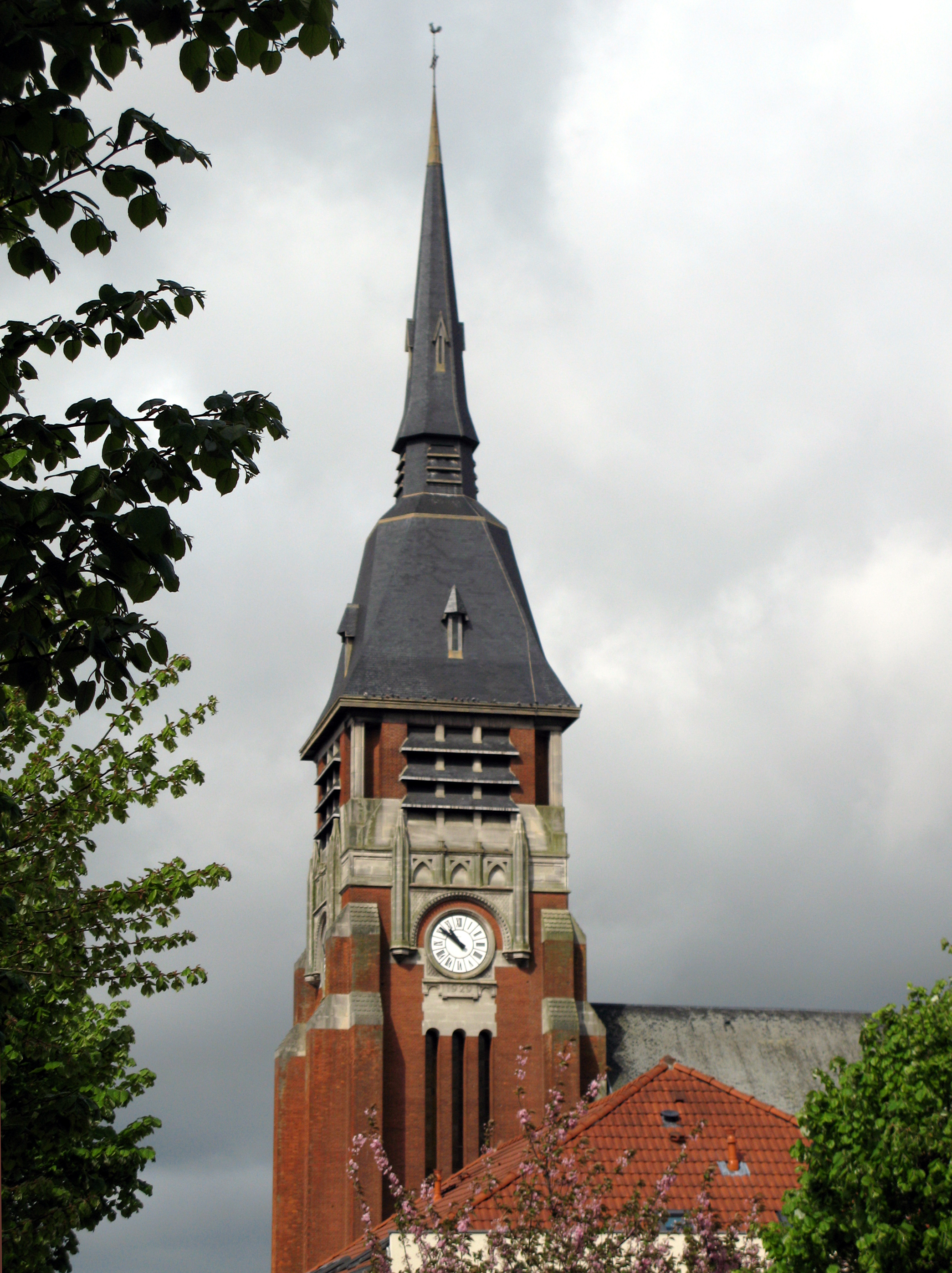
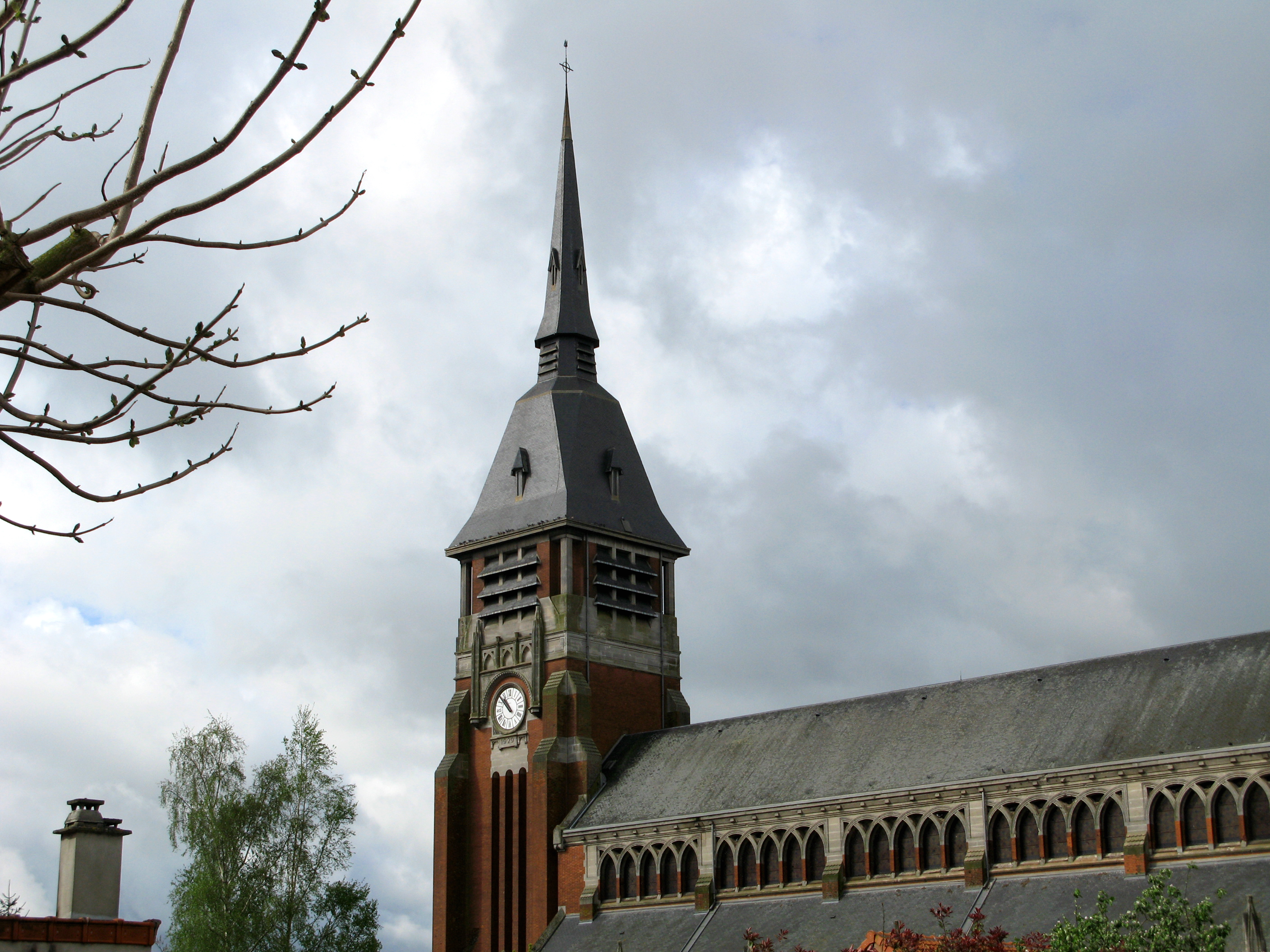
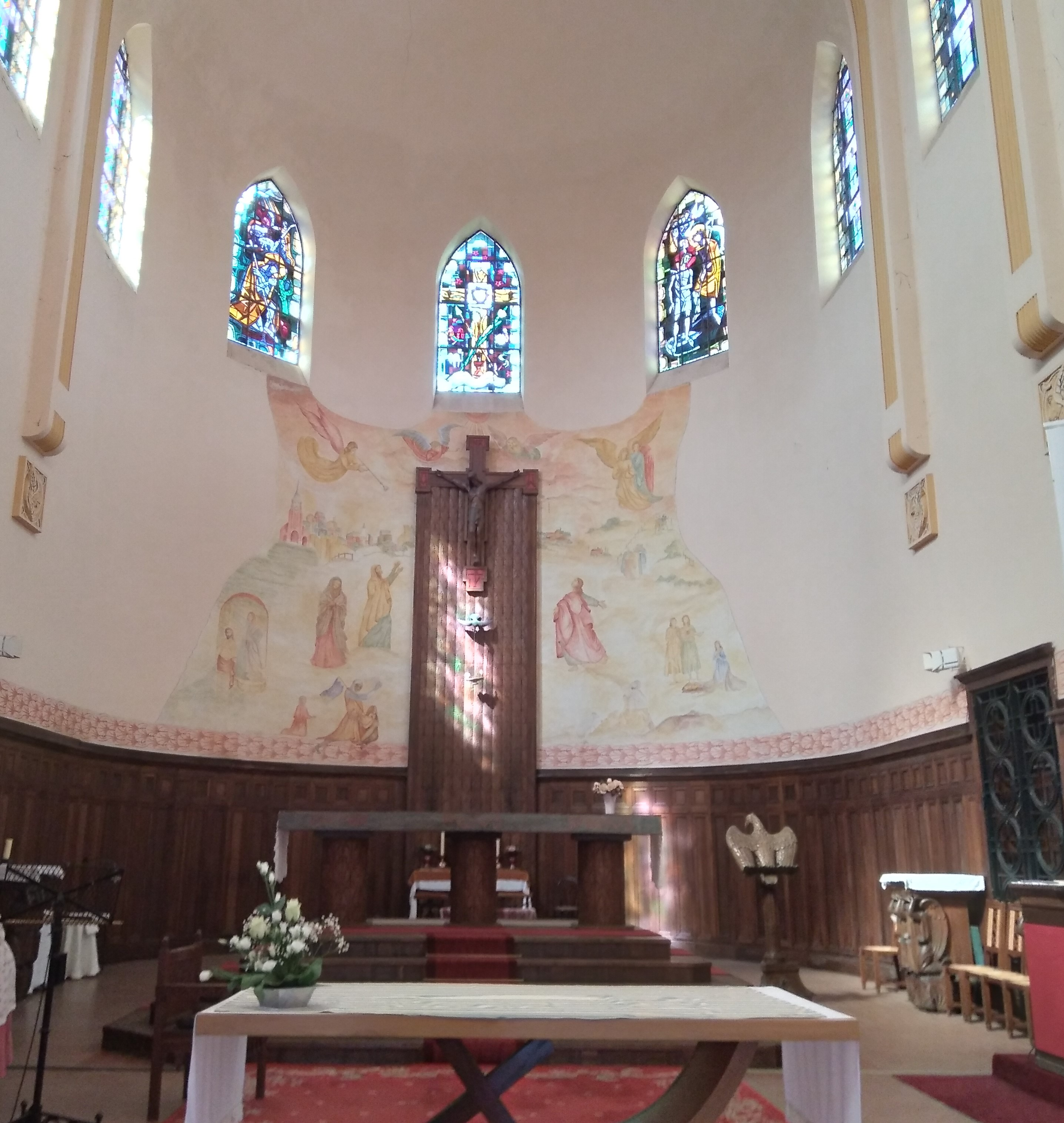
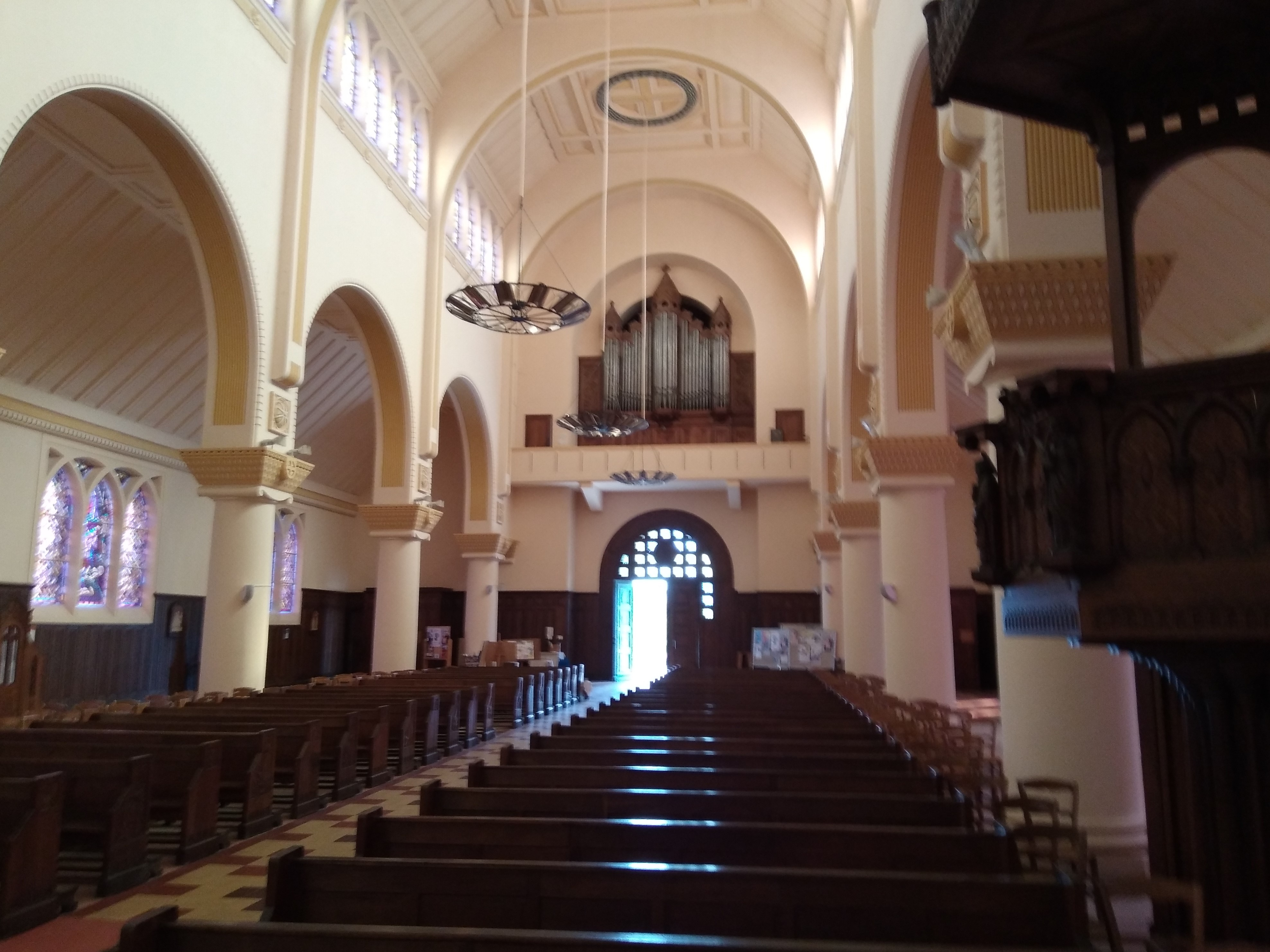